# Алтай, Энгин
Энгин Алтай (тур. Engin Altay; род. 15 декабря 1963 года) — турецкий политик, член республиканской народной партии.

## Биография
Родился и вырос в городе Эрфелек, расположенном в иле Синоп. Окончил университет Девятого сентября. Работал учителем. Недолгое время занимал пост заместителя мэра Эрфелека. Ушёл в отставку в 2002 году, чтобы баллотироваться в Великое национальное собрание. Был избран членом Великого национального собрания от ила Синоп. В парламенте являлся членом комиссии по правам человека и комитетов образования, молодёжи, культуры и спорта.
Входил в ЦИК республиканской народной партии. В 2013 году был избран председателем парламентской группы после отставки Эмине Тархан.

### Личная жизнь
Женат, один ребёнок. Владеет английским языком.